# فيل نوغينت
فيل نوغينت (بالإنجليزية: Phil Nugent)‏ هو لاعب كرة قدم أمريكية أمريكي، ولد في 16 أغسطس 1939 في لافاييت في الولايات المتحدة.